# 山崎征男
　山崎 征男（やまざき ゆきお、1943年〈昭和18年〉9月12日 - ）は、日本のスポーツ・ライター。神奈川県教育庁に勤務時代、スポーツ行政を所掌する生涯学習部長としてスポーツ振興に関与した。国民体育大会の県団長を何度も務め、スポーツ団体・選手と交流するとともに、高校野球の県代表の複数化の折衝等も担当した（離職後記念大会等で実現）。スポーツ関係を含め、多くの論文・著作がある。
　東京都渋谷区出身。東京都大田区立田園調布小学校・中学校から都立小山台高校卒業。横浜国立大学経済学部を1968年卒業し、旧自治省（現総務省）に国家公務員試験上級・経済職で入省。同省の同期に3人の知事経験者（谷本正憲・元石川県知事、井戸敏三・元兵庫県知事、西川一誠・元福井県知事）がいる。
　自治省は、都道府県等の自治体に出向するのが通常形態で、山崎は茨城県、管理職として秋田県、神奈川県を経歴。神奈川県には1978年に転籍の後、そのまま定年まで在籍し、公務員時代を通じ地方公務員としての勤務の方が長くなった。自治省では消防庁防災課、税務局固定資産税課に在籍した。
　若い頃から「発言・発信する公務員」として、その世界では一応名が通っており、多くの論文・著作がある。特に自分の職務に関係し、それを取り巻く国レベルの改革を訴える論文等が多く、朝日新聞の論壇（現在「私の視点」）を土俵の一つとして筆を振るい、土地問題、コンピュータ振興、地方分散、地方自治の振興等について、多数の論文が掲載された。朝日新聞社の論壇担当者から、全国の一般職の公務員の中で「最多登場」していると言われたという。そうした論文のうち、国の諸機能の地方分散を狙いとし、巨大集中の特効薬として「東大の郊外移転いかが」（1988年1月）という論文を発表しており、これは2024年の自民党総裁選で候補者の河野太郎が施策の一つに東大移転を主張したが、その約40年前の出来事であった。
　公務員退職（2003年）後は、公務員時代の体験を生かし、まちづくり（藤野ふるさと芸術村メッセージ事業等）・科学技術・スポーツ関連の著作・情報発信活動に積極的にかかわり、著名な科学技術者との交流から、彼らの業績を記した『ブレークする科学技術者はココが違う』（2005年、日刊工業新聞社）を著し関係方面の注目を引いた。
　最近は、スポーツ・ライターとして長年関わっているスポーツに関する作品を著している。小学校以来70年余りスポーツを広汎に観察し続けている。こうしたスポーツとの関わりをもとに、2021年『テニス新時代』（神奈川新聞社）を著し、テニス愛好者が他のスポーツ愛好者より10年近く長命であるという欧州の論文をベースに、協力した医師の知見を得て、その要因・方法論の啓発に努めた。
　2024年には、『スポーツ新時代へ』（東京図書出版）により、メジャースポーツ（サッカー、野球、テニス）のルールの改善を提唱した。特にサッカーのヘディングのリスクを啓発し、フリー・サッカーを提唱している。。最近の欧米の科学論文から脳震盪等の後遺症のリスクを指摘し、特にこうしたリスクが高い子供（児童・生徒）や女子層への対応の必要性を説いている。